# 泣かせて
『泣かせて』（なかせて）は、1983年11月5日にキャニオン・レコードから発売された研ナオコの33枚目のシングル。

## 概要
作詞と作曲を担当した小椋佳は、研ナオコの楽曲に初起用された。
編曲を担当した奥慶一の起用は、1982年発売の「夏をあきらめて」のカップリング曲である「今はブルース」以来、約1年ぶり2曲目で、表題曲を担当するのは今回が初となった。
同曲で、1983年暮れの『第34回NHK紅白歌合戦』に出場した。

## 収録曲
1. 泣かせて
作詞・作曲：小椋佳、編曲：奥慶一
2. 旅立つ男
作詞・作曲：石黒ケイ、編曲：石川鷹彦

## カバー
| 曲名     | アーティスト | 収録作品                     | 発売日         | 備考         |
| -------- | ------------ | ---------------------------- | -------------- | ------------ |
| 泣かせて | 小椋佳       | 『花遊戯』                   | 1983年12月10日 | セルフカバー |
| 泣かせて | 堀内孝雄     | 『DEAR FRIEND -BEST SONGS-』 | 1988年5月25日  |              |